# Montbarla

Montbarla este o comună în departamentul Tarn-et-Garonne din sudul Franței. În 2009 avea o populație de 165 de locuitori.

## Evoluția populației
| An        | 1975 | 1982 | 1990 | 1999 | 2006 | 2009 |
| --------- | ---- | ---- | ---- | ---- | ---- | ---- |
| Populație | 151  | 163  | 179  | 165  | 168  | 165  |